# По соображениям совести
«По соображениям совести» (англ. Hacksaw Ridge) — эпическая биографическая военная драма 2016 года, пятый полнометражный фильм режиссёра Мела Гибсона, написанный Эндрю Найтом и Робертом Шенкканом по мотивам документального фильма 2004 года «Человек, отказывающийся от военной службы по соображениям совести» режиссёра Терри Бенедикта.
Фильм посвящён событиям Второй мировой войны, пережитым Десмондом Доссом, американским военным медиком-пацифистом, который, будучи христианином-адвентистом седьмого дня, отказался носить или использовать какое-либо оружие любого вида. Досс стал первым человеком, отказавшимся от военной службы по соображениям совести, награждённым медалью Почёта за службу, превышающую служебный долг, во время битвы за Окинаву. Эндрю Гарфилд исполняет главную роль Досса, а Сэм Уортингтон, Люк Брейси, Тереза Палмер, Хьюго Уивинг, Рэйчел Гриффитс, Винс Вон и Ричард Пайрос - роли второго плана.
Съёмки фильма проходили в Австралии с сентября по декабрь 2015 года. Фильм «По соображениям совести» был выпущен в США 4 ноября 2016 года, собрал в мировом прокате 180,5 миллионов долларов и получил признание критиков, причём режиссура Гибсона и игра Гарфилда заслужили особую похвалу. Это было воспринято многими как возвращение Гибсона к прежней форме, карьера которого после нескольких скандалов пошла на спад. «По соображениям совести» был выбран Национальным советом кинокритиков США и Американским институтом киноискусства в качестве одного из десяти лучших фильмов 2016 года соответственно и получил множество наград и номинаций. Фильм получил 6 номинаций на премию «Оскар» на 89-й церемонии вручения премии «Оскар», в том числе за лучший фильм, лучшую режиссуру, лучшую мужскую роль Гарфилда и лучший звуковой монтаж, а также получил награды за лучший звук и лучший монтаж. Фильм получил номинации на премию «Золотой глобус» за лучший фильм - драма, лучшую режиссёрскую работу и лучшую мужскую роль - драма, а также 12 номинаций на премию AACTA, выиграв большинство из них, включая «лучший фильм», «лучшую режиссуру», «лучший оригинальный сценарий», «лучшую мужскую роль» Гарфилда и «лучшую мужскую роль второго плана» Уивинга.

## Сюжет

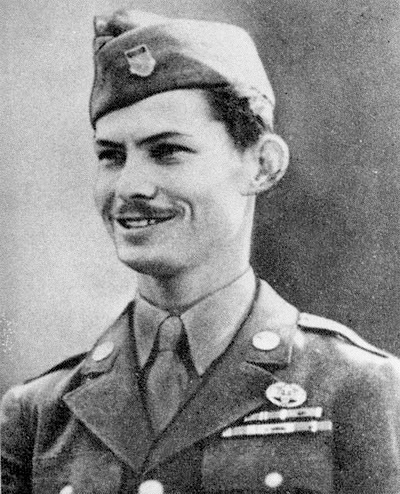
Десмонд Досс

В 1929 году в Линчберге, Виргинии, молодой Десмонд Досс чуть не убил своего младшего брата Хэла во время семейно-бытового скандала. Это событие и его воспитание адвентистами седьмого дня укрепляют веру Десмонда в христианскую заповедь «Не убей». Спустя годы Досс доставляет раненого в больницу и встречает медсестру Дороти Шут. Возникает роман, и Досс рассказывает Дороти о его интересе к медицинской работе.
После нападения японцев на Перл-Харбор Досс записывается в армию в качестве санитара. Его отец Том, ветеран Первой мировой войны, глубоко расстроен этим решением. Перед отъездом в Форт Джексон Десмонд просит руку и сердце Дороти, и она соглашается.
Досс проходит курс молодого бойца под командованием сержанта Хауэлла. Он превосходен физически, но становится изгоем среди своих однополчан за отказ брать в руки винтовку и тренироваться по субботам по религиозным причинам. Хауэлл и капитан Гловер пытаются признать Досса негодным к воинской службе по психиатрическим причинам, но их решение отменяют, поскольку религиозные убеждения Досса не являются психическим заболеванием. Впоследствии сослуживцы издеваются над Доссом, подвергая его тяжелому труду, намереваясь заставить Досса уйти по собственному желанию. Несмотря на то, что однажды ночью его жестоко избили однополчане, Досс отказывается опознать нападавших и продолжает тренировки.
Подразделение Досса завершает курс молодого бойца и получает отпуск, во время которого Досс намеревается жениться на Дороти, но его отказ держать оружие приводит к аресту за неподчинение. Капитан Гловер и Дороти посещают Досса в тюрьме и пытаются убедить его признать себя виновным, чтобы его можно было освободить без предъявления обвинения, но Досс отказывается отречься от своих убеждений. На военном трибунале Досс не признает себя виновным, но до вынесения обвинительного приговора его отец врывается в суд с письмом своего бывшего командира (ныне бригадного генерала), в котором говорится, что пацифизм его сына защищен Конституцией США. Обвинения против Досса сняты, он и Дороти женятся.
Подразделение Досса прикрепляется к 77-й пехотной дивизии, развёрнутой на Тихоокеанском театре военных действий. Во время битвы за Окинаву подразделению Досса сообщают, что оно должно оказать помощь 96-й пехотной дивизии, которой было поручено взойти на хребет Маэда («Хребет Хаксо», оригинальное название фильма), расположенный на территории замка Урасоэ, и организовать его защиту. Во время первого боя с тяжёлыми потерями с обеих сторон Досс спасает жизнь своему товарищу по команде Смитти, зарабатывая его уважение. Когда американцы разбивают лагерь на ночь, Досс рассказывает Смитти, что его отвращение к оружию связано с тем, что он чуть не застрелил своего пьяного отца, который угрожал его матери оружием. Смитти извиняется за то, что усомнился в его храбрости, и оба мирятся.
На следующее утро японцы проводят массированную контратаку и оттесняют американцев с хребта. Смитти убит, а Хауэлл и несколько однополчан Досса остаются ранеными на поле битвы. Досс слышит крики умирающих солдат и возвращается, чтобы спасти их, неся раненых к краю обрыва и закрепляя их на верёвке, каждый раз молясь, чтобы спасти ещё одного. Прибытие десятков раненых, считающихся убитыми, стало шоком для остальной части подразделения. Когда наступает день, Досс спасает Хауэлла, и они убегают с Хэксо под огнём противника.
Капитан Гловер извиняется за то, что отвергал убеждения Досса и считал их проявлением «трусости», и заявляет, что они планируют захватить хребет в субботу, и что он признаёт право Досса не участвовать в этом бою, но солдаты боятся идти в бой без Досса, считая его своим талисманом. Досс соглашается, но операция откладывается до тех пор, пока он не завершит свои субботние молитвы и не помолится за их подразделение. С подкреплениями они переломили ход битвы. В засаде, устроенной японскими солдатами, изображающими капитуляцию, Доссу удаётся спасти Гловера и других, отразив вражеские гранаты. Досс ранен взрывом гранаты, но битва выиграна. Досс спускается со скалы, сжимая Библию, которую Дороти дала ему.
Фильм переходит к реальным фотографиям и кадрам награждения Досса Медалью Почёта США президентом Гарри Трумэном за спасение 75 солдат на хребте Хаксо. Досс был женат на Дороти до её смерти в 1991 году. Он умер 23 марта 2006 года в возрасте 87 лет.

## В ролях
- Эндрю Гарфилд — Десмонд Досс
  - Дарси Брайс — Десмонд Досс в детстве[12]
- Тереза Палмер — Дороти Шутт
- Винс Вон — сержант Хауэлл
- Сэм Уортингтон — капитан Гловер
- Люк Брейси — рядовой Смитти
- Хьюго Уивинг — Том Досс
- Райан Корр — лейтенант Мэвилл
- Рэйчел Гриффитс — Берта Досс
- Ричард Роксбург — полковник Стелцер
- Люк Пеглер — Милт «Голливуд» Зейн
- Ричард Пайрос — Рэндалл Фуллер
- Бен Минги — Гриз Нолан
- Фирасс Дирани — Вито Ринелли
- Нико Кортес — Вал Кирзински
- Майкл Шисби — Текс Льюис
- Горан Клёйт — Энди Уокер
- Джейкоб Уорнер — Джеймс Пинник
- Гарри Гринвуд — Генри Браун
- Дэмиэн Томлинсон — Ральф Морган
- Бен О’Тул — капрал Джессоп
- Бенедикт Харди — капитан Дэниелс
- Роберт Морган — полковник Сэнгстон
- Ори Пфеффер — Ирв Шектер
- Майло Гибсон — Лаки Форд
- Натаниэль Бузолич — Гарольд Досс
- Джон Бациолас — рядовой Шуленберг
- Джеймс Маккей — прокурор

## Производство

### Разработка
Фильм По соображениям совести находился в стадии разработки в течение 14 лет. Многочисленные продюсеры десятилетиями пытались экранизировать историю Десмонда Досса, включая отмеченного наградами героя войны Оди Мёрфи и Хэла Б. Уоллиса.
В 2001 году, наконец убедив Досса, что создание фильма о его замечательной жизни — это правильное решение, сценарист/продюсер Грегори Кросби (внук Бинга Кросби) написал сценарий и представил проект кинопродюсеру Дэвиду Пермуту из Permut Presentations, благодаря раннему сотрудничеству со Стэном Дженсеном из Церкви адвентистов седьмого дня, что в конечном итоге привело к финансированию фильма.
В 2004 году режиссёр Терри Бенедикт выиграл права на создание документального фильма о Доссе, Человек, отказывающийся от военной службы по соображениям совести, и в процессе получил права на драматический фильм. Однако Досс умер в 2006 году, после чего продюсер Билл Механик приобрёл, а затем продал права Walden Media, которая разработала проект вместе с продюсером Дэвидом Пермутом. Walden Media настаивала на версии битвы с рейтингом PG-13, и Механик потратил годы на то, чтобы выкупить права обратно.
После приобретения прав Механик обратился к Мелу Гибсону и хотел, чтобы он создал смесь насилия и веры, как он сделал со Страстями Христовыми (2004). Гибсон дважды отклонял предложение, как и ранее с Храбрым сердцем (1995). Почти десятилетие спустя Гибсон наконец согласился стать режиссёром, решение было объявлено в ноябре 2014 года. В том же месяце Эндрю Гарфилд был утверждён на роль Десмонда Досса.
При бюджете в 40 миллионов долларов команда всё ещё сталкивалась со многими проблемами. Фильм По соображениям совести стал международным совместным производством, с ключевыми игроками и фирмами, расположенными как в США, так и в Австралии. Когда австралийские налоговые льготы были сняты, фильм должен был квалифицироваться как австралийский, чтобы получить государственные субсидии. Несмотря на то, что Гибсон родился в Америке, первые годы в Австралии помогли фильму получить квалификацию, как и большинство актёров, включая Рэйчел Гриффитс, Терезу Палмер, Сэма Уортингтона, Хьюго Уивинга, Ричарда Роксбурга, Ричарда Пироса и Люка Брейси. Завершал актёрский состав американский актёр Винс Вон. По словам продюсера Билла Механика, австралийские государственные и федеральные субсидии сделали возможным финансирование фильма. Джеймс М. Вернон, австралийский исполнительный продюсер фильма «По соображениям совести», помог фильму получить австралийские государственные субсидии.
9 февраля 2015 года IM Global заключила сделку по финансированию фильма, а также продала фильм на международных рынках. В тот же день Lionsgate и Summit Entertainment приобрели права на распространение фильма в Северной Америке. Права на распространение в Китае приобрела Bliss Media, шанхайская кинокомпания по производству и распространению фильмов.
По соображениям совести — первый фильм Гибсона после Апокалипсиса 2006 года, который отличается от его предыдущих фильмов, таких как Апокалипсис и Храброе сердце, в которых главные герои действовали агрессивно.

### Сценарий
Роберт Шенккан сделал первоначальный черновик, а Рэндалл Уоллес, который ранее был назначен режиссёром фильма, переписал сценарий. Эндрю Найт отшлифовал пересмотренный сценарий. Деловой партнёр Гибсона Брюс Дэйви также продюсировал фильм вместе с Полом Карри.

### Кастинг
Актёрский состав — Эндрю Гарфилд, Винс Вон, Сэм Уортингтон, Люк Брейси, Тереза Палмер, Рэйчел Гриффитс, Ричард Роксбург, Люк Пеглер, Ричард Пирос, Бен Мингай, Фирасс Дирани, Нико Кортес, Майкл Шисби, Горан Клеут, Джейкоб Уорнер, Гарри Гринвуд, Дэмиен Томлинсон, Бен О'Тул, Бенедикт Харди, Роберт Морган, Ори Пфеффер, Майло Гибсон и Натаниэль Бузолич, Хьюго Уивинг и Райан Корр — был объявлен в период с ноября 2014 года по октябрь 2015 года. Младшую Досс сыграла Дарси Брайс.
Гарфилд играет Десмонда Досса, военного медика США, награждённого Медалью Почёта президентом Гарри С. Трумэном за спасение жизней во время битвы за Окинаву во Второй мировой войне. Гарфилд высоко ценил Досса и почитал его за его подвиг, приветствуя его как «замечательный символ воплощения идеи жить и давать жить другим, независимо от вашей идеологии, независимо от вашей системы ценностей, просто чтобы позволить другим людям быть теми, кто они есть, и позволить себе быть тем, кто вы есть». Он нашёл идею сыграть настоящего супергероя, по сравнению с его прошлыми ролями, когда он играл Человека-паука в Новом Человеке-пауке и его сиквеле, гораздо более вдохновляющей. Гарфилд признался, что он плакал, когда впервые прочитал сценарий. Он посетил родной город Досса и прикоснулся к его различным инструментам. Гибсон был привлечен к Гарфилду, когда впервые увидел его игру в Социальной сети.

### Основные съёмки
Основные съёмки начались 29 сентября 2015 года и продолжались 59 дней, закончившись в декабре того же года. Съёмки полностью проходили в Австралии. Фильм был основан на студии Fox Studios в Сиднее, после того как продюсеры активно искали места для съёмок по всей стране. Съёмки в основном проходили в штате Новый Южный Уэльс.
Скалу снимали на заброшенном карьере «Long Street Quarry», прилегающем к главной южной железнодорожной линии к северу от Гоулберна. Территория Newington Armory в Олимпийском парке Сиднея использовалась в качестве форта Джексон. Съёмки в Брингелли потребовали от команды расчистить и вырубить более 500 гектаров земли, что вызвало гнев некоторых экологов. Однако продюсеры получили на это полное одобрение и разрешение. Были поставлены условия для повторной посадки и восстановления части земли после съёмок. По словам министра искусств Троя Гранта, фильм принёс 720 рабочих мест и 19 миллионов долларов США региональным и сельским районам Нового Южного Уэльса. Места съёмок включали Ричмонд, Брингелли, и Оран-парк и парк Сентенниал.
Всего в фильме было показано три джипа, два грузовика и танк. Бульдозеры и экскаваторы использовались для преобразования молочного пастбища недалеко от Сиднея, чтобы воссоздать поле битвы на Окинаве. По периметру пришлось поднять насыпь, чтобы камеры могли поворачиваться на 360 градусов, не попадая на фон эвкалиптовых деревьев. Гибсон не хотел сильно полагаться на компьютерные визуальные эффекты, ни на экране, ни при предварительной визуализации сцен сражений. Визуальные эффекты использовались только во время кровавых сцен, таких как сожжённые напалмом солдаты. Во время съёмок батальных сцен Гибсон использовал свой прошлый опыт съёмок военных фильмов и кричал на актёров, постоянно напоминая им о том, за что они сражаются.

### Постпродакшн
Кевин О'Коннелл, получивший свою первую премию «Оскар» за лучший звук в этом фильме после 21 номинации, заявил, что бюджетные ограничения вынудили его использовать архивные звуки оружия времён Второй Мировой войны.

### Саундтрек
Музыкальное сопровождение к фильму должен был написать Джеймс Хорнер работавший с Мэлом Гибсоном на таких фильмах как Человек без лица, Храброе сердце, и Апокалипсис. В конечном итоге композитором фильма стал Руперт Грэгсон Уильямс.

## Выпуск
Мировая премьера фильма По соображениям совести состоялась 4 сентября 2016 года на 73-м Венецианском кинофестивале, где фильм получил 10-минутную овацию стоя. Фильм был выпущен в Австралии 3 ноября 2016 года компанией Icon Film Distribution, а в США 4 ноября 2016 года компанией Lionsgate/Summit Entertainment. В Китае он был выпущен компанией Bliss Media в декабре, а в Великобритании — в 2017 году, а IM Global занималась международными продажами.

### Маркетинг
28 июля 2016 года компания Lionsgate выпустила единственный официальный трейлер фильма По соображениям совести, который собрал миллионы просмотров. В сотрудничестве с Disabled American Veterans, Гибсон показал фильм на Национальном съезде DAV и Национальном съезде VFW в августе 2016 года, чтобы повысить осведомленность о проблемах ветеранов. В августе Гибсон также появился на SoCal Harvest пастора Грега Лори в Анахайме, Калифорния, чтобы прорекламировать фильм.
Ряд служений адвентистов седьмого дня предлагали бесплатные копии книги Герой по соображениям совести во время выхода фильма, а также создали рекламные материалы, чтобы подчеркнуть веру Досса. 24 февраля 2017 года Reto-Moto и Lionsgate объявили о перекрестной акции, в рамках которой покупка пакета DLC для Heroes & Generals также давала покупателю цифровую копию фильма.

## Критика
На сайте-агрегаторе Rotten Tomatoes фильм получил рейтинг 85 % на основе 278 рецензий.
Высокую оценку фильму дали многие издания, в том числе The Guardian, The Daily Telegraph, и Observer, который назвал картину «лучшим военным фильмом со времён „Спасти рядового Райана“».
В обзоре фильма в «Новой газете» Лариса Малюкова назвала фильм «своевременным», отметив важность темы, поднятой Гибсоном, — «когда безумным, не от мира сего, придурком объявляют нежелающего убивать».

## Награды и номинации
Фильм получил 3 номинации на премию «Золотой глобус» в ведущих категориях, однако ни в одной не выиграл. Также получил 6 номинаций на премию «Оскар».
Основные награды
| Год  | Премия                         | Категория                                   | Номинант                                                  | Результат |
| ---- | ------------------------------ | ------------------------------------------- | --------------------------------------------------------- | --------- |
| 2017 | Оскар                          | Лучший фильм                                | Билл Мекэник, Дэвид Пермут                                | Номинация |
| 2017 | Оскар                          | Лучшая режиссура                            | Мел Гибсон                                                | Номинация |
| 2017 | Оскар                          | Лучшая мужская роль                         | Эндрю Гарфилд                                             | Номинация |
| 2017 | Оскар                          | Лучший монтаж                               | Джон Гилберт                                              | Победа    |
| 2017 | Оскар                          | Лучший звук                                 | Питер Грейс, Роберт Маккензи, Кевин О’Коннелл, Энди Райт  | Победа    |
| 2017 | Оскар                          | Лучший звуковой монтаж                      | Роберт Маккензи, Энди Райт                                | Номинация |
| 2017 | BAFTA                          | Лучшая мужская роль                         | Эндрю Гарфилд                                             | Номинация |
| 2017 | BAFTA                          | Лучший адаптированный сценарий              | Роберт Шенкан, Эндрю Найт                                 | Номинация |
| 2017 | BAFTA                          | Лучший монтаж                               | Джон Гилберт                                              | Победа    |
| 2017 | BAFTA                          | Лучший грим и причёски                      | Шейн Томас                                                | Номинация |
| 2017 | BAFTA                          | Лучший звук                                 | Питер Грейс, Роберт Маккензи, Кевин О’Коннелл и Энди Райт | Номинация |
| 2017 | Золотой глобус                 | Лучший фильм — драма                        |                                                           | Номинация |
| 2017 | Золотой глобус                 | Лучшая режиссура                            | Мел Гибсон                                                | Номинация |
| 2017 | Золотой глобус                 | Лучшая мужская роль в драме                 | Эндрю Гарфилд                                             | Номинация |
| 2017 | Выбор критиков                 | Лучший фильм                                |                                                           | Номинация |
| 2017 | Выбор критиков                 | Лучший режиссёр                             | Мел Гибсон                                                | Номинация |
| 2017 | Выбор критиков                 | Лучший актёр                                | Эндрю Гарфилд                                             | Номинация |
| 2017 | Выбор критиков                 | Лучший монтаж                               | Джон Гилберт                                              | Номинация |
| 2017 | Выбор критиков                 | Лучший грим и причёски                      |                                                           | Номинация |
| 2017 | Выбор критиков                 | Лучший зрелищный фильм                      | Победа                                                    |           |
| 2017 | Выбор критиков                 | Лучший актёр в зрелищном фильме             | Эндрю Гарфилд                                             | Победа    |
| 2017 | Сатурн                         | Лучший экшн или приключенческий фильм       |                                                           | Номинация |
| 2017 | Премия Гильдии киноактёров США | Лучший каскадёрский ансамбль в игровом кино |                                                           | Победа    |
| 2017 | Премия Гильдии киноактёров США | Лучшая мужская роль                         | Эндрю Гарфилд                                             | Номинация |
| 2017 | Золотая малина                 | Приз за восстановление репутации            | Мел Гибсон                                                | Победа    |
| 2017 | Спутник                        | Лучший фильм                                |                                                           | Номинация |
| 2017 | Спутник                        | Лучшая режиссура                            | Мел Гибсон                                                | Номинация |
| 2017 | Спутник                        | Лучший адаптированный сценарий              | Эндрю Найт, Роберт Шенккан                                | Номинация |
| 2017 | Спутник                        | Лучший актёр                                | Эндрю Гарфилд                                             | Победа    |
| 2017 | Спутник                        | Лучший оригинальный саундтрек               | Руперт Грегсон-Уильямс                                    | Номинация |
| 2017 | Спутник                        | Лучший монтаж                               | Джон Гилберт                                              | Победа    |
| 2017 | Спутник                        | Лучшая операторская работа                  | Саймон Дагган                                             | Номинация |
| 2017 | Спутник                        | Лучшая работа художника                     | Бэрри Робисон                                             | Номинация |
| 2017 | Спутник                        | Лучший звук (монтаж и микс)                 |                                                           | Победа    |

Второстепенные награды
| Год  | Премия                                       | Категория                                                             | Номинанты                                                      | Результат |
| ---- | -------------------------------------------- | --------------------------------------------------------------------- | -------------------------------------------------------------- | --------- |
| 2017 | Премия Американской ассоциации монтажёров    | Лучший монтаж драматического фильма                                   | Джон Гилберт                                                   | Номинация |
| 2017 | Премия Гильдии художников-постановщиков США  | Лучший художник-постановщик в фильме с привязкой к исторической эпохе | Бэрри Робисон                                                  | Номинация |
| 2017 | AACTA Awards                                 | Лучший фильм                                                          | Пол Карри, Брюс Дэйви, Билл Меканик и Дэвид Пермут             | Победа    |
| 2017 | AACTA Awards                                 | Лучший режиссёр                                                       | Мел Гибсон                                                     | Победа    |
| 2017 | AACTA Awards                                 | Лучший оригинальный сценарий                                          | Эндрю Найт и Роберт Шенккан                                    | Победа    |
| 2017 | AACTA Awards                                 | Лучший актёр                                                          | Эндрю Гарфилд                                                  | Победа    |
| 2017 | AACTA Awards                                 | Лучшая актриса                                                        | Тереза Палмер                                                  | Номинация |
| 2017 | AACTA Awards                                 | Лучший актёр второго плана                                            | Хьюго Уивинг                                                   | Победа    |
| 2017 | AACTA Awards                                 | Лучшая актриса второго плана                                          | Рэйчел Гриффитс                                                | Номинация |
| 2017 | AACTA Awards                                 | Лучший оператор                                                       | Саймон Дагган                                                  | Победа    |
| 2017 | AACTA Awards                                 | Лучший монтаж                                                         | Джон Гилберт                                                   | Победа    |
| 2017 | AACTA Awards                                 | Лучший звук                                                           | Питер Грейс, Роберт Маккензи, Кевин О’Коннелл, Энди Райт и др. | Победа    |
| 2017 | AACTA Awards                                 | Лучшая работа художника                                               | Бэрри Робисон                                                  | Победа    |
| 2017 | AACTA Awards                                 | Лучшие дизайнер костюмов                                              | Лиззи Гардинер                                                 | Номинация |
| 2017 | AACTA Awards                                 | Лучший грим и прически                                                | Шэйн Томас и Лэрри Ван Дюнховен                                | Номинация |
| 2017 | AACTA International Awards                   | Лучший международный фильм                                            |                                                                | Номинация |
| 2017 | AACTA International Awards                   | Лучший международный режиссёр                                         | Мел Гибсон                                                     | Номинация |
| 2017 | AACTA International Awards                   | Лучший международный актёр                                            | Эндрю Гарфилд                                                  | Номинация |
| 2017 | AACTA International Awards                   | Лучшая международная актриса второго плана                            | Рэйчел Гриффитс                                                | Номинация |
| 2017 | AACTA International Awards                   | Лучший международный сценарий                                         | Эндрю Найт и Роберт Шенккан                                    | Победа    |
| 2017 | Фестиваль операторского искусства Camerimage | Премия Golden Frog за лучшую операторскую работу                      | Саймон Дагган                                                  | Номинация |

## Комментарии
1. ↑  «Хребет Хаксо» или «Хребет в форме ножовки».